# Neocrepidodera springeri
Neocrepidodera springeri is een keversoort uit de familie bladkevers (Chrysomelidae). De wetenschappelijke naam van de soort werd in 1923 gepubliceerd door Heikertinger.